# Підземелля Острога

Підземелля монастиря капуцинів

Острог підземний — система підземних споруд під містом Острог.
Перекази про розгалужену мережу підземних ходів під старовинним українським містом Острогом, що на Рівненщині, знаходять своє реальне підтвердження. Нещодавно будівельники, розкопуючи землю для прокладання комунікацій, випадково натрапили на рештки старовинної забудови ІХ ст. Виявили ряд підвальних приміщень XV—XVII століть. Проте найцікавішими знахідками є поселення ІХ ст., з яких починалося місто. Водночас найдавніші літописні згадки про Острог датуються 1100 роком. У підземеллях знайдено уламки ліпного посуду ІХ ст., кістяний гребінець ХІ століття, наконечники, ножі тощо.
Історики переконані, що від замку князів Острозьких є підземний хід до Свято-Троїцького Межиріцького монастиря-фортеці, що знаходиться за чотири кілометри від Острога. Побудований у XV ст., він був родинним монастирем князів Острозьких. Більше того, під час екскурсії по замку Острозьких вам покажуть місця у замку, звідки могли подавати сигнал факелом чи ліхтарем спостерігачам у монастирі. За переказами, за цим сигналом із монастиря до замку підземним тунелем надсилали карету, запряжену кіньми. У самому замку Острозьких зберігся великий колодязь, по якому спускалися у підземелля. Підтвердити ці історії, встановити конкретні характеристики стародавніх тунелів, можуть ґрунтовні археологічні дослідження.

## Легенда про підземне «місто під містом».
У Острозі є цікава легенда про підземне «місто під містом». За нею у кінці XVII — на початку XVIII ст. єзуїти прагнули відкрити таємницю острозьких підземель, але хто заходив туди, не повертався. І тут був засуджений до страти молодий хлопець-злодюжка. Йому запропонували спуститися в підземелля, а якщо повернеться — обіцяли помилування. Домовилися обв'язати його мотузкою. Дали смолоскип. Обумовили знаки подачі інформації: якщо трапиться щось — смикнути раз за мотузку, якщо спускатиметься на ще один поверх униз — двічі, а якщо треба його тягнути угору — смикнути тричі. Хлопець пішов у підземне місто. Довго його не було. За сигналами єзуїти нарахували шість поверхів. Аж тут мотузка страшенно засіпалася. Ледве живого витягли його нагору. До мотузки був прив'язаний старий сивий дід, на якого перетворився хлопець. І відмовився говорити, що бачив унизу… Тоді двері в підземний хід вирішили замурувати, але це ніяк не вдавалося зробити. То робітник помре, то цегла зникне, то цемент розлазиться